# 2006年6月體育
參見: 2006年體育

## 2006年6月30日（周五）
- 足球：世界盃足球賽：
  - 8強淘汰賽： 義大利 3–0  乌克兰
  - 8強淘汰賽： 德国 1–1  阿根廷，德國在十二碼階段以四比二擊敗阿根廷出線四強

## 2006年6月27日（周二）
- 足球：世界盃足球賽：
  - 16強淘汰賽： 巴西 3–0  
  - 16強淘汰賽： 西班牙 1–3  法國

## 2006年6月26日（周一）
- 足球：世界盃足球賽：
  - 16強淘汰賽： 義大利 1–0  
  - 16強淘汰賽： 瑞士 (0)0–0(3)  乌克兰

## 2006年6月25日（周日）
- 足球：世界盃足球賽：
  - 16強淘汰賽： 英格兰 1–0  
  - 16強淘汰賽： 葡萄牙 1–0  荷蘭

## 2006年6月24日（周六）
- 足球：世界盃足球賽：
  - 16強淘汰賽： 德国 2–0  瑞典
  - 16強淘汰賽： 阿根廷 2–1  墨西哥

## 2006年6月23日（周五）
- 足球：世界盃足球賽：
  - G組： 多哥 0–2  法國
  - G組： 瑞士 2–0  
  - H組： 沙烏地阿拉伯 0–1  西班牙
  - H組： 乌克兰 1–0  突尼西亞

## 2006年6月22日（周四）
- 足球：世界盃足球賽：
  - E組： 捷克 0–2  義大利
  - E組：  2–1  美国
  - F組： 日本 1–4  巴西
  - F組：  2–2

## 2006年6月21日（周三）
- 足球：世界盃足球賽：
  - C組： 荷蘭 0–0  阿根廷
  - C組：  3–2  塞爾維亞與蒙特內哥羅
  - D組： 葡萄牙 2–1  墨西哥
  - D組： 伊朗 1–1  安哥拉
- 籃球：NBA總決賽：
  - 邁阿密熱火在NBA總決賽第六回合以95比92擊敗達拉斯小牛首度奪得NBA總冠軍，熱火隊憑德懷恩·韋德個人獨取36分而成為NBA總決賽最有價值球員。

## 2006年6月20日（周二）
- 足球：世界盃足球賽：
  - A組：  0–3  德国
  - A組：  1–2  波蘭
  - B組： 瑞典 2–2  英格兰
  - B組： 巴拉圭 2–0  千里達及托巴哥

## 2006年6月19日（周一）
- 足球：世界盃足球賽：
  - G組： 多哥 0 – 2  瑞士
  - H組： 沙烏地阿拉伯 0–4  乌克兰
  - H組： 西班牙 3–1  突尼西亞

## 2006年6月18日（周日）
- 足球：世界盃足球賽：
  - F組： 日本 0 – 0  
  - F組： 巴西 2 – 0  
  - G組： 法國 1 – 1

## 2006年6月17日（周六）
- 足球：世界盃足球賽：
  - D組： 葡萄牙 2 – 0  伊朗
  - E組： 捷克 0 – 2  
  - E組： 義大利 1 – 1  美国

## 2006年6月16日（周五）
- 足球：世界盃足球賽：
  - C組： 阿根廷 6 – 0  塞爾維亞與蒙特內哥羅
  - C組： 荷蘭 2 – 1  
  - D組： 墨西哥  0 – 0  安哥拉

## 2006年6月15日（周四）
- 足球：世界盃足球賽：
  - A組：  3 – 0  
  - B組： 英格兰 2 – 0  千里達及托巴哥
  - B組： 瑞典 1 – 0  巴拉圭

## 2006年6月14日（周三）
- 足球：世界盃足球賽：
  - H組： 西班牙 4 – 0  乌克兰
  - H組： 突尼西亞 2 – 2  沙烏地阿拉伯
  - A組： 德国 1 – 0  波蘭

## 2006年6月13日（周二）
- 足球：世界盃足球賽：
  - F組： 巴西 1 – 0  
  - G組：  2 – 1  多哥
  - G組： 法國 0 – 0  瑞士

## 2006年6月12日（周一）
- 足球：世界盃足球賽：
  - E組： 美国 0 – 3  捷克
  - E組： 義大利 2 – 0  
  - F組：  3 – 1  日本

## 2006年6月11日（周日）
- 足球：世界盃足球賽：
  - C組： 塞爾維亞與蒙特內哥羅 0 – 1  荷蘭
  - D組： 墨西哥  3 – 1  伊朗
  - D組： 安哥拉 0 – 1  葡萄牙

## 2006年6月10日（周六）
- 足球：世界盃足球賽：
  - B組： 英格兰 1 – 0  巴拉圭
  - B組： 千里達及托巴哥 0 – 0  瑞典
  - C組： 阿根廷 2 – 1

## 2006年6月9日（周五）
- 足球：世界盃足球賽：
  - A組： 德国 4 – 2  
  - A組：  2 – 0  波蘭